# Norbert Ehring
| (14632) Flensburg  | 11. November 1998 |
| (14965) Bonk       | 24. Mai 1997      |
| (15918) Thereluzia | 27. Oktober 1997  |
| (58679) Brenig     | 1. Januar 1998    |
| (192686) Aljuroma  | 15. Oktober 1999  |

Norbert Ehring (* 1937 oder 1938 in Flensburg) ist ein deutscher Amateurastronom und Asteroidenentdecker.
Zwischen 1997 und 1999 entdeckte er an seiner privaten Sternwarte im Ortsteil Brenig von Bornheim insgesamt fünf Asteroiden.
Bis zu seiner Pensionierung war Norbert Ehring hauptberuflich Fluglotse.